# Bayas Jaya
Bayas Jaya is een bestuurslaag in het regentschap Indragiri Hilir van de provincie Riau, Indonesië. Bayas Jaya telt 3223 inwoners (volkstelling 2010).